# Prendeteli vivi o morti
Prendeteli vivi o morti (Code Two) è un film del 1953 diretto da Fred M. Wilcox.
È un film poliziesco statunitense con Ralph Meeker, Elaine Stewart e Sally Forrest. È incentrato sulle vicende di tre agenti della polizia stradale di Los Angeles.

## Produzione
Il film, diretto da Fred M. Wilcox su una sceneggiatura di Marcy Klauber, fu prodotto da William Grady Jr. per la Metro-Goldwyn-Mayer e girato nei Metro-Goldwyn-Mayer Studios a Culver City, California, dal 15 settembre a fine settembre 1952.

## Distribuzione
Il film fu distribuito con il titolo Code Two negli Stati Uniti dal 24 aprile 1953 al cinema dalla Metro-Goldwyn-Mayer.
Altre distribuzioni:
- in Francia il 25 giugno 1954 (L'auto sanglante)
- in Finlandia il 29 luglio 1955 (Poliisipartio)
- in Brasile (A Gota de Sangue)
- in Cile (Clave dos)
- in Belgio il 7 gennaio 1955 (De bloedige wagen e L'auto sanglante)
- in Italia (Prendeteli vivi o morti)

## Promozione
Le tagline sono:
- "MGM's fastest drama on two wheels.".
- "Lonely women seek excitement and romance with men of action in Code Two".